# Opéra national de Timișoara
 (novembre 2018).
Si vous disposez d'ouvrages ou d'articles de référence ou si vous connaissez des sites web de qualité traitant du thème abordé ici, merci de compléter l'article en donnant les références utiles à sa vérifiabilité et en les liant à la section « Notes et références ».
L'opéra de Timișoara est un établissement culturel géré par le ministère de la culture de Roumanie. 
Il est établi dans la ville de Timișoara.

## Historique
L'Opéra de Timisoara est établi par le décret royal no 254 du 30 mars 1946 par le roi Mihai. Sa construction débute en 1871 et suit les plans des architectes Hermann Helmer et Ferdinand Fellner. Le bâtiment fut fini en 1875.
Deux immenses feux ont ravagé l'Opéra. Le premier en 1888 et le deuxième en 1920 laissant cependant intacte l'aile centrale.
La dernière reconstruction débuta en 1928 et suivit les plans de l'architecte Duiliu Marcu qui changea le style du bâtiment pour lui donner un style néo roumain byzantin.
En 1989 la révolution roumaine débute à Timisoara dans les locaux même de l'Opéra. C'est ainsi que le balcon de celui-ci devint le balcon de la révolution roumaine et un symbole de liberté.
Le 24 septembre 2004, l'Opéra reçoit un titre national en raison de son dur travail pour le service de la culture roumaine.

## Vie culturelle
L'Opéra propose des opéras, des opérettes, des ballets et des opéras exécutés par des enfants.
Dans ce bâtiment se tiennent quatre institutions culturelles importantes : L'opéra national, le théâtre national Mihai Eminescu, le théâtre allemand et le Théâtre hongrois Csky Gergely. Des pièces y sont données en trois différentes langues.
Après plusieurs saisons et sous l'initiative de Nicolae Boboc et Ion Romanu, fut créée durant la saison 1968 - 1969 la première édition du festival Timisoara Muzicala. Au bout de la 6e édition le festival devint annuel.
Le second festival créée par l'Opéra national est le festival Opera si Opereta. Il est extrêmement populaire et se tient tous les ans en plein air à la fin du mois d'août. Il s'étend sur deux week-ends et offre des performances gratuites, tirées des répertoires institutionnels.